# Celeste Troche
Celeste Troche (nacida el 13 de febrero de 1981 en Asunción) es una golfista profesional de Paraguay. Recibió una beca de la Universidad de Auburn de los Estados Unidos y fue elegida por dos ocasiones como mejor jugadora. En el 2001 fue co-ganadora en el Campeonato Amateur de Golf femenino. En el 2003 se volvió profesional y participó del LPGA Tour. En el 2007 dio el primer título mundial de golf femenino a Paraguay al ganar la Copa Mundial de Golf femenino junto a su compatriota Julieta Granada.

## Logros
- 2000 Novata del año de la SEC (conferencia del sureste americano)
- 2001 Campeonato Amateur de Golf femenino de Estador Unidos (co-ganadora)
- 2001 Ganadora del Torneo SEC-ACC
- 2001 Ganadora del Trans-National Championship
- 2001 Jugadora del año del SEC
- 2007 Ganadora del Women's World Cup of Golf (copa mundial de golf)